# Слободы Москвы

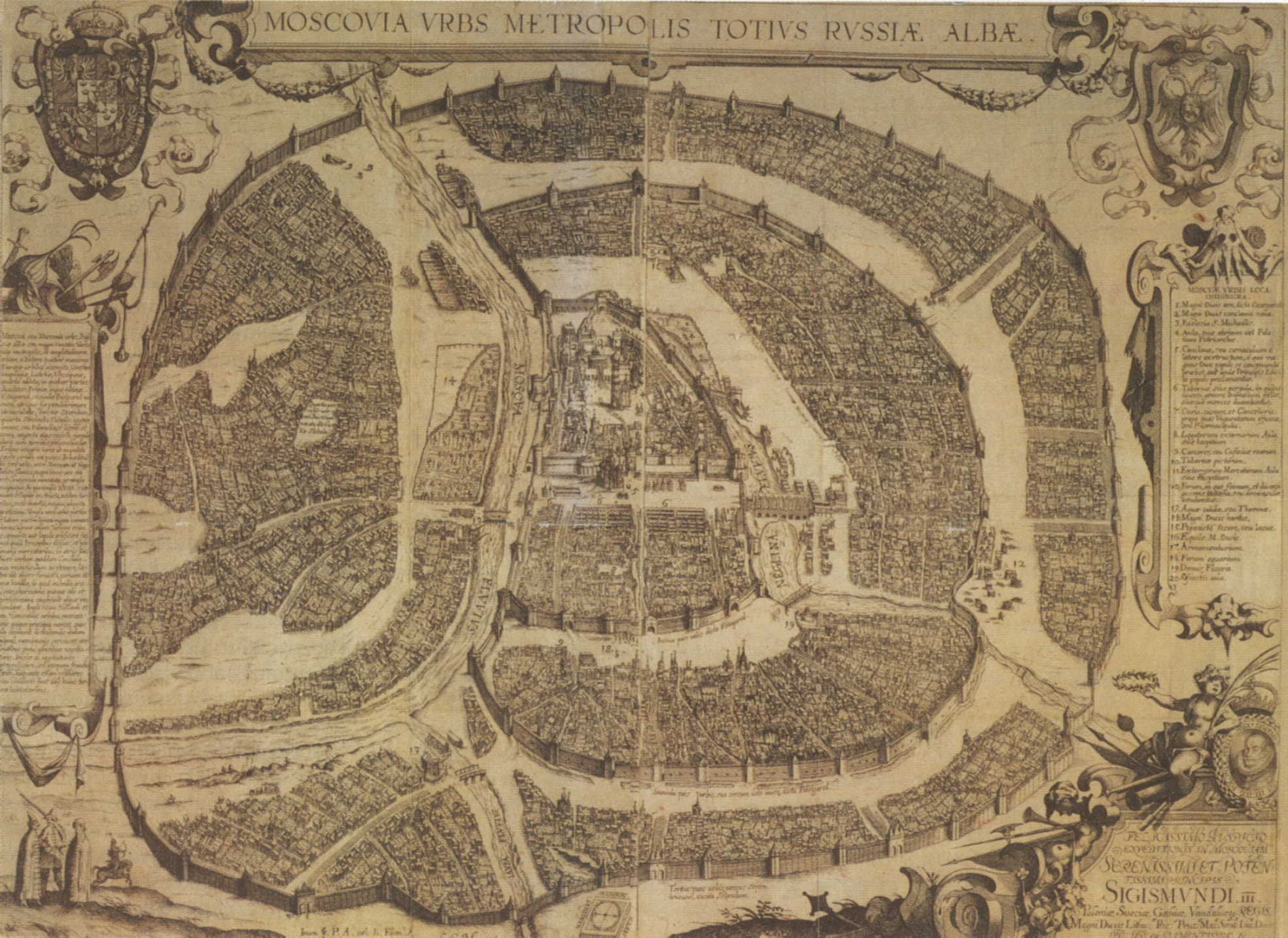
План Москвы, зарубежная гравюра 1610 года

Сло́боды Москвы́ — территориально обособленные поселения в XIV — начале XVIII веках слободских людей, близких по роду занятий или по происхождению.

## История
Из слобод состоял посад Москвы. Слободы были образованы посадскими людьми, которые пользовались определёнными льготами, получаемыми от великого князя или царя.
Все слободы зависели по общей городовой управе от Земского дворца или Земского приказа. В XVII веке в Москве было около 150 слобод, все они располагались за пределами Кремля. Известно, что в Китай-городе числилась только одна Патриаршая певчая слобода, в Белом городе значилась 21 слобода, но главная их масса находилась в пределах Земляного города и в Замоскворечье.
Все слободы были подчинены одним законам и имели общее административное устройство, но по обычаям и быту они так сильно отличались, что трудно было встретить две одинаковые слободы.
Согласно документам XVII века, московские слободы различались по сословному составу, по профессиям и повинностям, всего их было пять групп:
1. дворцовые и казённые, включавшие 51 слободу;
2. военные (стрелецкие, пушкарские и так далее) — 33 слободы;
3. монастырские и владычные (патриаршие и митрополичьи) — 26 слобод;
4. для проживания иностранцев — 8 слобод;
5. большая группа в 25 тяглых слобод, получивших название «чёрных» сотен и слобод[2].

Жители «чёрных» слобод должны были выполнять определённые повинности. «Чёрные» слободы находились в подчинении Земского приказа. Жители должны были следить за состоянием всех строений в слободе, дорог, мостов, в каждой слободе следовало иметь пожарную команду. Служба полицейских и исполняющих финансовые и судебные обязанности оплачивалась из средств слобожан.
В слободах действовало самоуправление, жители сами выбирали всех должностных лиц (старосту, десятских, целовальников и других). Канцелярия и тюрьма располагались в съезжей избе, которая находилась в центре слободы. Администрация каждой слободы находилась под надзором дворянина, назначавшегося Разрядным приказом. Все слободские дела решались сходками на братском дворе, который ставился на общий слободский счёт и по преимуществу вблизи слободской церкви, занимавшей всегда видное место в каждой слободе; около церкви помещалось слободское кладбище, на котором слобожане хоронили своих отцов и дедов и всех родных. Так, из слобод образовались почти все приходы Москвы. Старосты всех слобод встречались на общем собрании.
В 1649 году было запрещено создавать новые слободы. После того, как в начале XVIII века столицей государства и страны стал Санкт-Петербург, дворцовые слободы стали пустеть.
После того, как в 1722 году ремесленников обязали записываться в цеха, а в 1724 году горожан обложили подушным налогом, жители слобод стали переходить в разряд купцов и мещан, именно в этот период перестало существовать слободское самоуправление.
Названия многих слобод сохранились в наименованиях московских местностей, улиц, переулков.

## Список слобод Москвы
Список представлен в алфавитном порядке:
- Алексеевская слобода
- Барашевская слобода[3]
- Басманная слобода
- Бережковская слобода
- Бронная слобода[4]
- Вознесенская сторожевая слобода
- Воронцовская Новая слобода
- Воротники
- Гавриловская слобода
- Голутвинская слобода
- Гончарная слобода
- Грузинская слобода
- Даниловская слобода
- Дегтярная слобода
- Денежная слобода
- Дмитровская слобода
- Донская слобода
- Дорогомиловская слобода
- Екатерининская слобода
- Звонарская слобода
- Иконная слобода
- Казачья слобода
- Казённая слобода
- Кадашёвская слобода
- Калашная слобода
- Каменная слобода, у Смоленской площади
- Каменная слобода, за Яузой
- Каменная слобода, улицы Большие и Малые Каменщики
- Кисельная слобода
- Кисловская слобода
- Коломенская слобода
- Колпачная слобода
- Конюшенная слобода[4]
- Большая Конюшенная слобода
- Конюшенная Новая слобода
- Котельническая слобода
- Кошельная слобода
- Кречетная слобода
- Кузнецкая слобода
- Лужники Большие
- Лужники Малые
- Лучниковая слобода
- Мещанская слобода
- Монетчики
- Мясницкая слобода
- Напрудная слобода
- Немецкая слобода
- Новая Дмитровская слобода
- Новая Кузнецкая слобода
- Новгородская слобода
- Новинская слобода
- Новодевичья слобода
- Овчинная слобода
- Огородная слобода[4]
- Ордынская слобода
- Панкратьевская слобода
- Палаши
- Панская слобода
- Патриаршая слобода[4]
- Патриаршая певчая слобода
- Певческая слобода
- Переяславская слобода
- Печатная слобода
- Плотничья слобода
- Поварская слобода
- Пушкарская слобода
- Пятницкая слобода
- Рогожская слобода
- Ростовская слобода
- Саввинская слобода
- Савничья слобода[4]
- Садовники Малые
- Садовые слободы
- Семёновская слобода
- Серебряная слобода
- Слободка Чудова монастыря
- Столешники
- Спасская слобода
- Спиридоньевская патриаршая слобода
- Стадная слобода
- Старопанская слобода
- Стрелецкая слобода, Большой и Малый Левшинский переулки
- Стрелецкая слобода, Зубовский бульвар
- Стрелецкая слобода, Малый Каковинский переулок
- Стрелецкая слобода, Спасопесковский переулок
- Стрелецкая слобода, Большой, Малый и Средний Николопесковские переулки
- Стрелецкая слобода, южнее Каретных переулков
- Стрелецкая слобода, на Сретенке
- Стрелецкая слобода, Николоворобинский переулок
- Стрелецкая слобода, Вишняковский переулок
- Стрелецкая слобода, 1-й и 2-й Спасоналивковские переулки
- Стрелецкая слобода, Пыжевский переулок
- Сущевская Новая слобода
- Сыромятники
- Таганная слобода
- Татарская слобода
- Тверская ямская слобода
- Тетеринская слобода
- Троицкая слобода
- Трубничья слобода
- Хамовная слобода
- Шаболовская слобода
- Ямская слобода[5]